# Amy Post
Amy Kirby Post (Long Island, 20 dicembre 1802 – Long Island, 29 gennaio 1889) è stata un'attivista statunitense che ha avuto un ruolo centrale in diverse importanti cause sociali del XIX secolo, tra cui l'abolizione della schiavitù e i diritti delle donne. La sua educazione quacchera ha influenzato le sue convinzioni sull'uguaglianza di tutti gli esseri umani, anche se alla fine lasciò la Società Religiosa degli Amici per il suo desiderio di sostenere attivamente le iniziative di cambiamento sociale che la chiamavano a collaborare con i non quaccheri. Amica di molti attivisti di spicco, tra cui Frederick Douglass e Susan B. Anthony, diede un sostegno fondamentale alle cause in cui credeva, sia pubblicamente che in forme meno pubbliche. Fu firmataria della Dichiarazione dei sentimenti del 1848 e si impegnò per tutta la vita a lavorare per una serie di questioni sociali intersecate tra loro. Questo approccio misto all'attivismo la distingue da molti altri attivisti del suo tempo che si battevano per un'unica questione nella speranza che ciò portasse a un cambiamento sociale sufficiente.

## Primi anni di vita
Amy Kirby nacque nel 1802 da una famiglia quacchera che viveva in una comunità agricola di Long Island, New York. I suoi genitori erano Jacob e Mary Kirby, che avevano cinque figli. Amy Kirby crebbe nella città di Jericho, dove frequentò la Jericho Friends School, gestita da quaccheri. La scuola insegnava sia a studenti maschi che femmine e iscriveva anche studenti neri fino al 1817, anno in cui la Charity Society istituì una scuola segregata. Per questo motivo, la Kirby avrebbe frequentato la scuola con bambini neri e sarebbe stata in contatto con diverse persone di colore che lavoravano nelle fattorie locali e nelle case della zona. Lei e i suoi fratelli sono stati cresciuti alla maniera dei Quaccheri, o Amici, il che significa che avevano sottoscritto una vita di semplicità, ad esempio nel vestire e nel parlare. In quanto quaccheri, la famiglia Kirby credeva anche nell'uguaglianza di tutte le persone, indipendentemente dal sesso o dalla razza.

## Dopo il matrimonio e i figli
La sorella di Amy, Hannah Kirby, sposò un altro quacchero, Isaac Post, nel 1822. Dopo la nascita di una figlia, Mary, Isaac Post trasferì Hannah Post e la loro bambina a Scipio, una località nella parte meridionale della Contea di Cayuga, a New York. Hannah Post soffriva di solitudine, data la necessità del marito di lavorare alla fattoria di famiglia, i suoi viaggi alla riunione annuale dei Quaccheri a New York e i suoi viaggi per vedere la sua famiglia a Long Island. Amy Kirby fece visita alla sorella nella primavera del 1823. Durante questa visita, partecipò alle riunioni quacchere e agli eventi sociali e attirò l'interesse di Charles Willetts, che le fece una proposta di matrimonio nel 1824. La Kirby tornò a casa a Jericho ma strinse una relazione con Willetts. Lei e Willetts mantennero il loro corteggiamento tramite lettere fino a quando lei tornò a casa di Hannah e Isaac Post dopo la nascita del loro figlio, Edmund, nel 1825. Alla fine di maggio o all'inizio di giugno dello stesso anno, Willetts, ormai suo fidanzato, morì. Hannah Post si ammalò gravemente e morì nell'aprile del 1827; in quel periodo Amy si prese cura della casa. Nel settembre 1828, Amy Kirby sposò Issac Post, vedovo della defunta sorella Hannah, diventando così matrigna di Mary e Edmund. Amy e Issac ebbero cinque figli: Jacob Kirby Post, Joseph W. Post, Henry Post, Willett E. Post e Matilda Post. Henry, Edmund e Matilda morirono tutti nell'infanzia.

## Il quaccherismo e la separazione hicksita
Sia Amy Kirby Post che suo marito Issac Post erano nati come quaccheri, altrimenti noti come quaccheri per diritto di nascita, ed erano stati cresciuti nella religione quacchera. Le loro famiglie erano entrambe di orientamento più liberale della pratica quacchera. Nel 1828, i quaccheri si divisero in due gruppi: Hicksiti e Ortodossi. Questo evento è noto come la Separazione degli amici. Amy Kirby Post e suo marito fecero parte del ramo Hicksita fino al 1845, quando si ritirarono dalla comunità quacchera per protestare contro il divieto di attivismo "mondano" o non quacchero dei membri.

## Attivismo
L'attivismo di Amy Kirby Post era considerato "radicale" per il XIX secolo dalla storica Nancy A. Hewitt. Parte di ciò che la rende unica come attivista di questo periodo è il suo sostegno al lavoro del movimento sociale che non solo includeva uomini e donne, ma che coinvolgeva anche neri e bianchi che lavoravano insieme verso obiettivi comuni. I valori quaccheri dell'uguaglianza di tutte le persone contribuirono all'approccio della Post, così come la fede della Società Religiosa degli Amici, o Quaccheri, nei principi di discussione e consenso. La Hewitt definisce l'attivismo della Post come un "impegno per una riforma universale o olistica", spiegando che invece di concentrarsi su una o due questioni o circoscrizioni, la Post si concentrò su questioni che cercavano l'uguaglianza attraverso le linee di razza, classe e genere. La riforma olistica della Post perseguiva anche i valori democratici, la libertà religiosa, la pace e la giustizia sociale. Non guardava a un unico movimento per ottenere una giustizia sufficiente, ma piuttosto riconosceva i luoghi di lotta e di opportunità che si intersecavano.
Quando Amy e Isaac Post si trasferirono a Rochester, New York, nel 1836, poterono ampliare il loro raggio d'azione di attivisti. La coppia strinse legami personali al di là della comunità quacchera e beneficiò del fatto di vivere in una città in piena espansione. Grazie alle crescenti infrastrutture del Canale Erie, delle ferrovie e delle linee telegrafiche, Rochester accolse i conferenzieri itineranti e la città fu sede di vari convegni, proteste e pressioni di movimento.

### Anti-schiavitù
La Post fu particolarmente attiva nell'attivismo abolizionista, manifestando i suoi valori sia nell'organizzazione esterna sia coltivando amicizie con altri leader abolizionisti per i quali lei e il marito aprirono la loro casa. La Post e il marito ospitarono anche riunioni abolizioniste nella loro casa, intraprendendo un lavoro che alcuni quaccheri consideravano inappropriato, dato che l'abolizione riuniva quaccheri e persone al di fuori della religione che potevano unire le forze per chiedere la fine della schiavitù. Nel 1837, la Post firmò la sua prima petizione contro la schiavitù. Fu uno dei membri fondatori della New York Western Anti-Slavery Society, che aveva fondato nel 1842. La riunione di fondazione della società fu presieduta da Abby Kelley, un'ex quacchera, all'epoca agente della American Antislavery Society. La riunione riunì un'ampia gamma di partecipanti di varie confessioni religiose, tra cui battisti, presbiteriani e quaccheri hicksiti. In seguito avrebbe lavorato al fianco di Mary Ann M'Clintock ed Elizabeth M'Clintock per organizzare la prima fiera di raccolta fondi per porre fine alla schiavitù nella parte occidentale di New York, raccogliendo 300 dollari per la causa.
Frederick Douglass fu un abolizionista con cui lavorò direttamente e di cui divenne un'amica e una consigliera intima a metà del XIX secolo. Amy Post e suo marito sostennero entrambi gli sforzi di Douglass per diffondere il suo messaggio attraverso la stampa e i discorsi, nonché i suoi sforzi per incoraggiare Rochester a permettere ai cittadini neri di partecipare alla scuola pubblica e ad altre attività civiche. Invitò Douglass a parlare alla riunione dei quaccheri di Westbury, nonostante alcuni considerassero il suo messaggio troppo radicale, facendo sì che l'abolizionista incontrasse solo gli attivisti che condividevano la sua causa. Douglass soggiornò presso i Post durante la sua prima visita a Rochester e William C. Nell, che lavorò a Rochester per creare il giornale abolizionista The North Star, visse con Amy e Isaac Post per più di un anno.
Un'altra amica di Amy Kirby Post fu Sojourner Truth, che soggiornò a casa Post per diversi mesi nel 1851 e poi durante varie visite successive a Rochester. Si ritiene che questa amicizia abbia approfondito l'impegno di Amy e Isaac Post nei confronti degli abolizionisti, dei diritti delle donne e dello spiritualismo.
Una sua amica importante fu Harriet Jacobs, che visse con i Post nel 1849 e 1850 dopo essere sfuggita alla schiavitù nella Carolina del Nord. La Jacobs rivelò a Post gli orrori subiti durante la schiavitù, tra cui gli abusi sessuali subiti. Amy Kirby Post incoraggiò la Jacobs a scrivere delle sue esperienze per denunciare la crudele realtà della schiavitù. Inoltre sostenne la pubblicazione di Jacobs, Incidents in the Life of a Slave Girl, attestando il carattere della scrittrice, un'aspettativa per certi autori in quel periodo. Scrisse anche il poscritto all'autobiografia, usando un nome falso.
Pubblicò “The Underground Railroad in Rochester” nel 1884. L'opera, che elogiava e descriveva gli sforzi della Underground Railroad, fu composta per il libro Semi-centennial History of the City of Rochester curato da William F. Peck.

### Diritti delle donne
Nell'ambito della fiera per la raccolta di fondi della New York Western Anti-Slavery Society che contribuì a organizzare nel 1846, Amy Kirby Post e altre donne abolizioniste vendettero copie del “Sermone sui diritti delle donne” del reverendo Samuel J. May, segnando una prima espressione pubblica del suo attivismo per i diritti delle donne. Nel 1848 Amy Kirby Post si impegnò come organizzatrice del movimento femminile. Sulla base delle sue convinzioni sull'uguaglianza delle donne, partecipò alla Convenzione di Seneca Falls nel 1848 a Seneca Falls. Fu tra le cento donne e uomini che firmarono la Dichiarazione dei Sentimenti, presentata per la prima volta in quell'occasione.

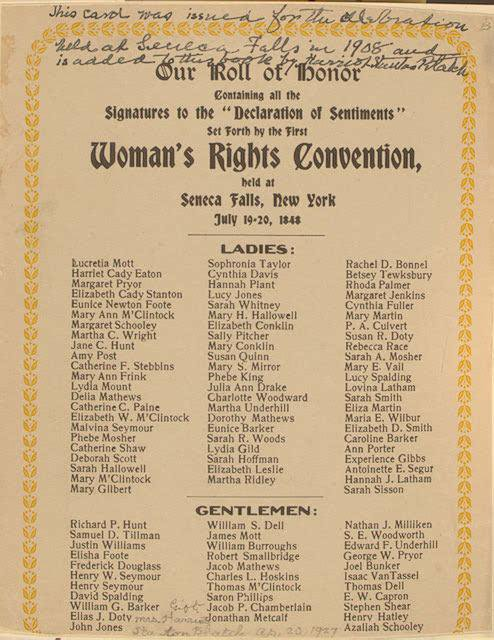
La Dichiarazione dei sentimenti, firmata da Amy Post e da altri partecipanti alla prima convention per i diritti delle donne tenutasi a Seneca Falls, nel 1848.

Due settimane dopo, insieme a molte altre donne che avevano partecipato alla Convenzione di Seneca Falls, organizzò la Convenzione per i diritti delle donne di Rochester, città natale della Post, a New York. Durante una riunione di pianificazione, Amy Kirby Post fu scelta come presidente temporaneo e designò un comitato di nomina per proporre una lista di funzionari. La Convenzione di Seneca Falls aveva seguito la tradizione eleggendo un uomo come presidente della Convenzione. Sfidando la tradizione, gli organizzatori di Rochester proposero una donna, Abigail Bush, per quella posizione. Quando il 2 agosto la Convenzione si riunì nella First Unitarian Church and School, Amy Kirby Post la chiamò all'ordine e lesse la lista di funzionari proposta. La proposta di una donna come presidente della convenzione fu fortemente osteggiata da alcuni leader del movimento femminile presenti, che temevano che le donne non fossero ancora pronte a compiere questo passo. Nonostante l'opposizione, la Bush fu eletta, diventando così la prima riunione pubblica di uomini e donne negli Stati Uniti a essere presieduta da una donna. Amy Kirby Post continuò a partecipare ai congressi per i diritti delle donne e, in occasione di un congresso a Rochester nel 1853, firmò la risoluzione “The Just and Equal Rights of Women”.
Amy Kirby Post ebbe un'influenza precoce sulla suffragista Susan B. Anthony grazie al suo incoraggiamento e al suo sostegno alle attività per i diritti delle donne. La Anthony si affidò alla Post per sostenere le petizioni, ospitare conferenze itineranti in visita a Rochester e organizzare convegni. Incoraggiata dalle informazioni sui contributi delle donne contribuenti alla città di Rochester, Amy Kirby Post tentò di registrarsi per votare nel 1873. A lei e ad altre persone che si unirono a lei fu negato. Il coinvolgimento di Post nell'Associazione Nazionale Americana per il Suffragio Femminile continuò e all'età di 77 anni fu invitata a parlare alla convention nazionale per il trentesimo anniversario tenutasi a Rochester.

### Altro attivismo
La Post è stata anche cofondatrice di un braccio locale del sindacato di protezione delle donne lavoratrici e ha sostenuto la riforma sanitaria come questione chiave per l'emancipazione femminile. Ha ricoperto il ruolo di tesoriere del sindacato, il cui lavoro comprendeva la difesa di salari più alti per le donne lavoratrici, con l'obiettivo della parità salariale tra i due sessi.
Inoltre, fornì in varie occasioni aiuto, cure mediche, lavoro e/o alloggio a donne che avevano subito abusi o abbandono da parte di uomini, in un'espressione più informale del suo lavoro a sostegno delle donne in difficoltà.
Durante la Guerra civile americana, Amy Kirby Post sostenne gli sforzi della National Loyal League per presentare una petizione per l'emancipazione delle persone ridotte in schiavitù. Raccolse anche materiale per le persone sfuggite alla schiavitù e da inviare ai campi “di contrabbando” di ex schiavi liberati dall'Union Army. Le desolanti condizioni di questi campi, raccontate da Harriet Jacobs e Julia Wilbur, le permisero di sensibilizzare l'opinione pubblica sulle inadeguatezze degli accampamenti, che includevano cibo, riparo e assistenza medica insufficienti. Con un'azione più diretta, nel 1863 la sessantenne Post visitò gli accampamenti di Washington e Alexandria, in Virginia.
La richiesta di porre fine alla pena di morte e allo sfruttamento delle popolazioni indigene furono altre cause attiviste che Amy Kirby Post sostenne direttamente durante la sua vita.

## Le dimissioni dalla Società Religiosa degli Amici e la vita successiva
Gli anziani della Società Religiosa degli Amici criticarono Amy Kirby Post, accusandola di essere “troppo mondana” nel suo attivismo antischiavista. Non volendo rallentare il loro attivismo per l'abolizione della schiavitù, Amy Kirby Post e Isaac Post smisero di frequentare le riunioni mensili dei Quaccheri e si ritirarono ufficialmente dalla comunione con i Quaccheri Hicksite nel 1845. Questo cambiamento permise loro di concentrarsi maggiormente sul lavoro di abolizione.
Nel 1848 i Post accolsero nella loro casa le Sorelle Fox, Kate e Margaret, che sembravano aver acquisito la capacità di comunicare con gli spiriti attraverso dei rumori di percussione. Le ragazze furono introdotte nella loro cerchia di amici radicali e quasi tutti divennero ardenti credenti nella religione emergente dello Spiritualismo. Scrivendo ad Amy Kirby Post a proposito dello Spiritualismo, la conoscente Sarah Thayer spiegò che questa pratica permetteva alle donne di dirigere la propria e l'altrui vita spirituale.
Amy Kirby Post sopravvisse al marito Isaac Post e continuò a vivere a Long Island. Nell'ultimo decennio della sua vita, era considerata un'importante figura locale a cui veniva chiesto di contribuire alle celebrazioni della città e delle organizzazioni attiviste a cui aveva contribuito. Morì nel 1889 e l'amica e co-attivista Lucy N. Colman pronunciò l'elogio funebre.

## Eredità
Amy Kirby Post è stata ricordata per essere stata un modello precoce di “politica dello stile di vita” che fondeva gli sforzi degli attivisti con la vita quotidiana. Queste politiche dello stile di vita includevano le pratiche quotidiane delle relazioni coniugali, l'uso della lingua, la maternità, i metodi di cura, la scelta dell'abbigliamento, lo stile del culto e l'impiego del tempo libero. Tali scelte potevano essere un riflesso dell'impegno politico e la Post abbracciò questo approccio per esprimere il suo impegno attivista attraverso la vita quotidiana e in aggiunta ai suoi sforzi organizzativi. Questo tipo di attivismo permise alle donne di impegnarsi per il cambiamento politico come gli uomini, anche quando fu loro negato il diritto di voto.
L'attivismo della Post rimane anche un esempio di un approccio al movimento sociale che sostiene forme sfaccettate di giustizia sociale piuttosto che approcci a singoli temi, come l'abolizione o i diritti delle donne, che si pensava avessero singolarmente il potenziale per cambiare sufficientemente la società.